# Misión de Nuestra Señora de la Purísima Concepción de Acuña
La Misión Nuestra Señora de la Purísima Concepción de Acuña o Misión Concepción es una misión novohispana del siglo XVIII situada en San Antonio, Texas, EE. UU.
Forma parte del Parque Histórico Nacional de las Misiones de San Antonio, Parque Histórico Nacional de los EE. UU. y Patrimonio de la Humanidad de la UNESCO.
Se trata de la misión española mejor conservada de Texas.

## Historia
Se trató de la segunda fundación de la misión franciscana de Nuestra Señora de la Purísima Concepción, tras Nuestra Señora de la Purísima Concepción de los Hainais establecida por mandato de Isidro de Espinosa en 1711 en el río Angelina y trasladada a San Antonio en 1731. Ésta había sido propiciada por la expedición de Domingo Ramón y Luis Juchereau para la evangelización de los indios caddo hasinais en el Tejas español.La mayor parte de los vecinos que se trasladaron la misión eran indios pajalats que hablaban una lengua coahuilteca. La misión se estableció sobre los terrenos de la anterior Misión de San Francisco Xavier de Nájera.Su iglesia, todavía en uso, se edificó en 1755.
La misión se secularizó en 1794, con el reparto de las tierras entre los vecinos. Sin embargo, para 1800 estaba abandonada.  
En 1835, en época de la República de Texas, las tropas mexicanas al mando del coronel Domingo de Ugartechea y los insurgentes texanos liderados por James Bowie y James Fannin libraron aquí la Batalla de Concepción. 
En 1855 se establecieron los Hermanos de María, quienes retomaron los oficios religiosos que continúan en la actualidad, perteneciendo a la arquidiócesis de San Antonio.

## Descripción
La iglesia de la misión es la iglesia de piedra sin restaurar más antigua de EE. UU. Además, se trata de la misión mejor conservada de Texas. Fue declarada Monumento Histórico Nacional el 15 de abril de 1970.  Fue nombrada Patrimonio de la Humanidad en 2015 dentro del Parque Histórico Nacional de las Misiones de San Antonio, junto a las cuatro misiones de San Antonio. 
Son de la misión Concepción su iglesia, convento, granero e instalaciones auxiliares. Destacan los frescos de la fachada de la iglesia, cuyos techos e interior fueron restaurados en 1988 y 2010 por la arquidiócesis de San Antonio.

## Galería

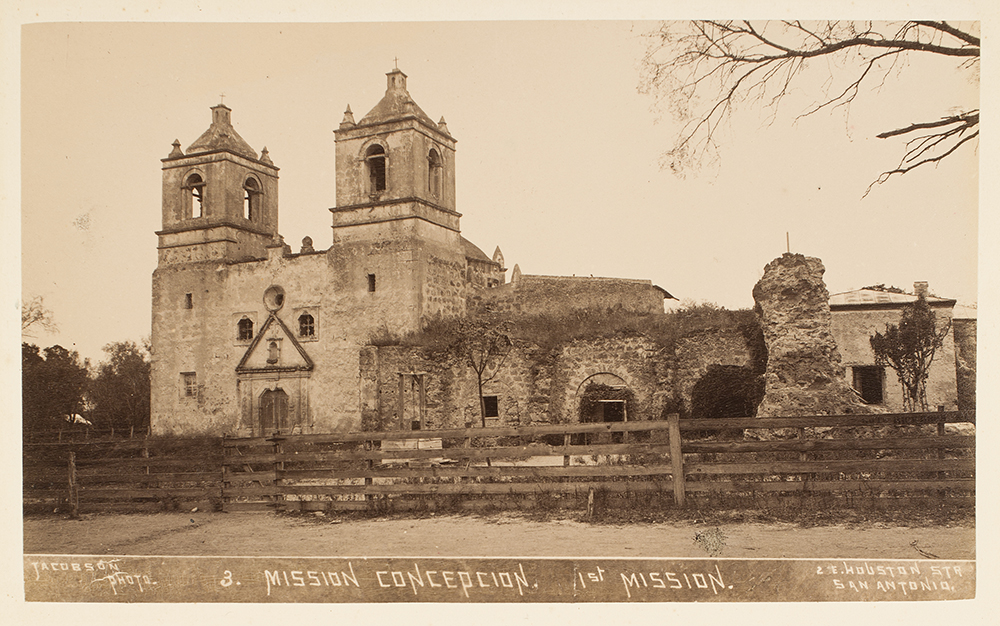
Fotografía de 1892
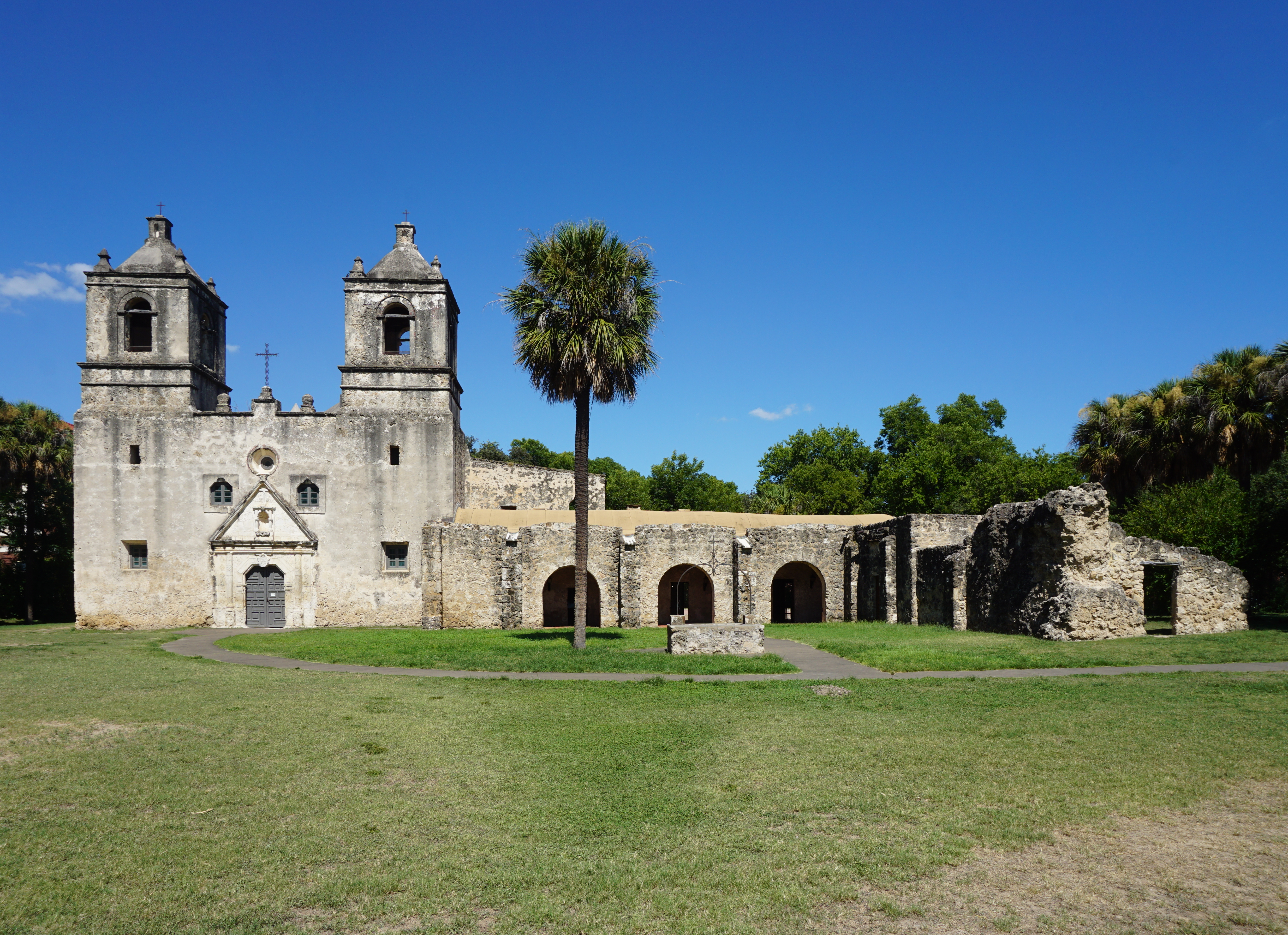
Vista general de la iglesia (2017)
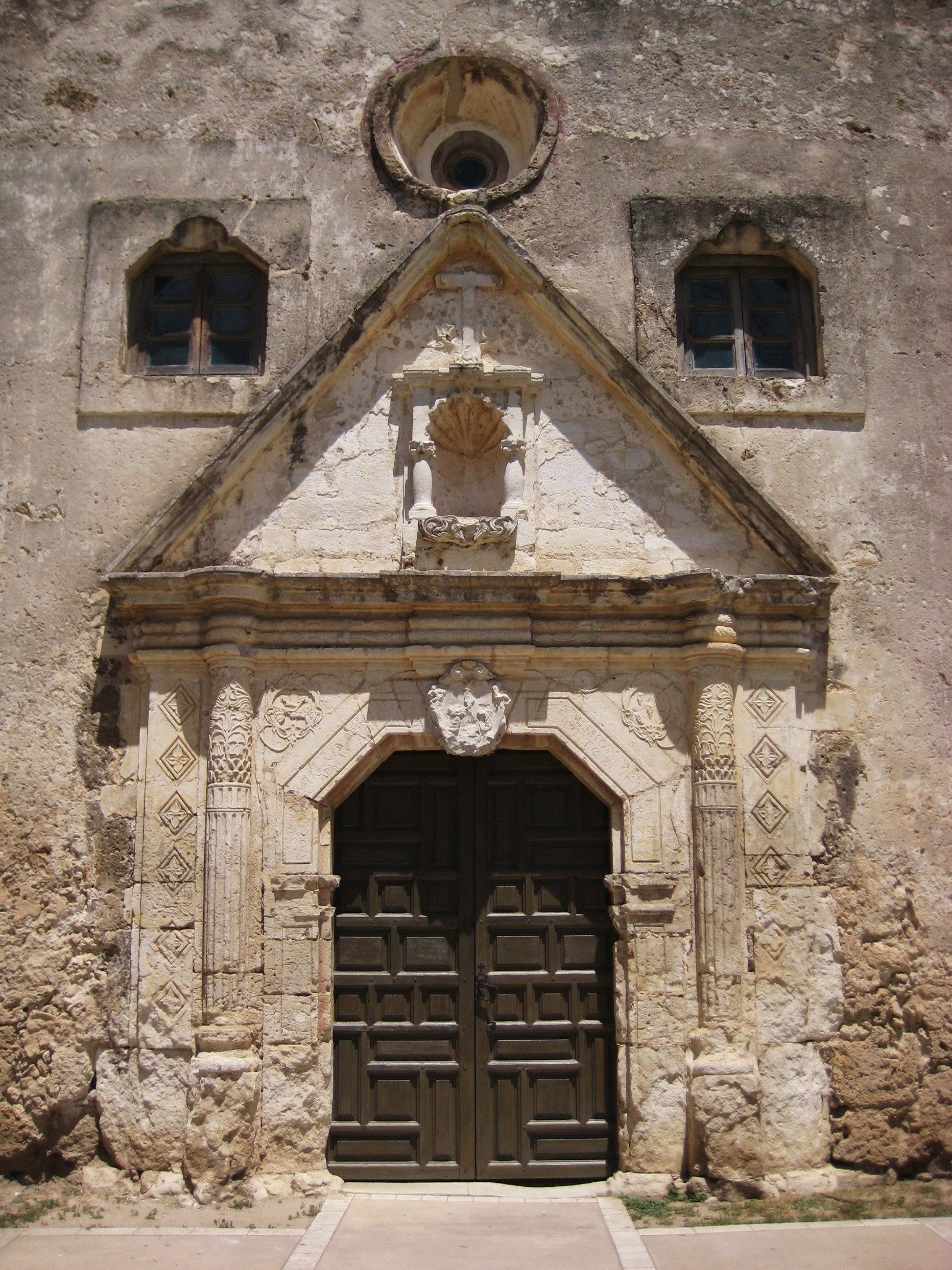
Portada de la iglesia
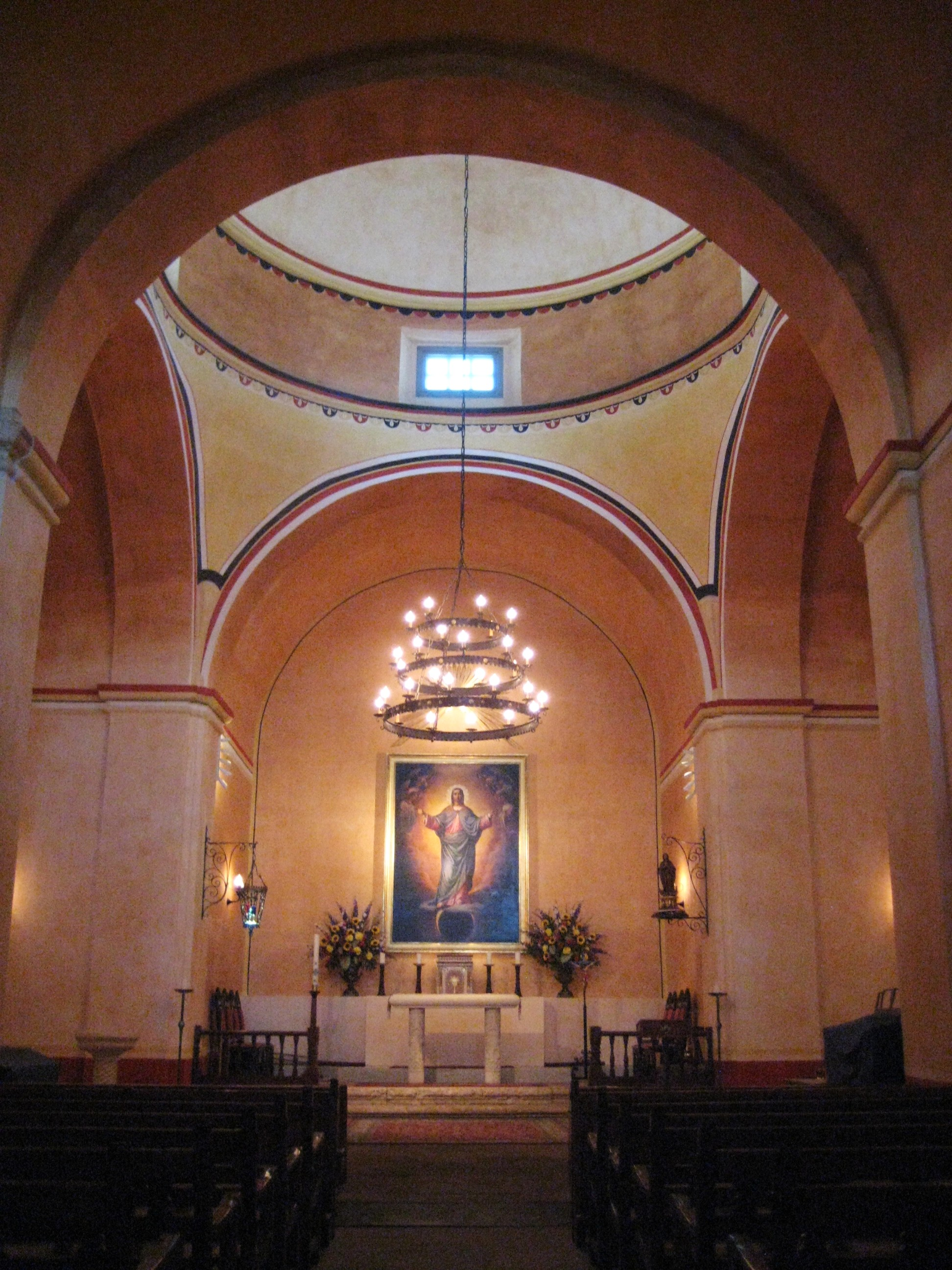
Interior de la iglesia.
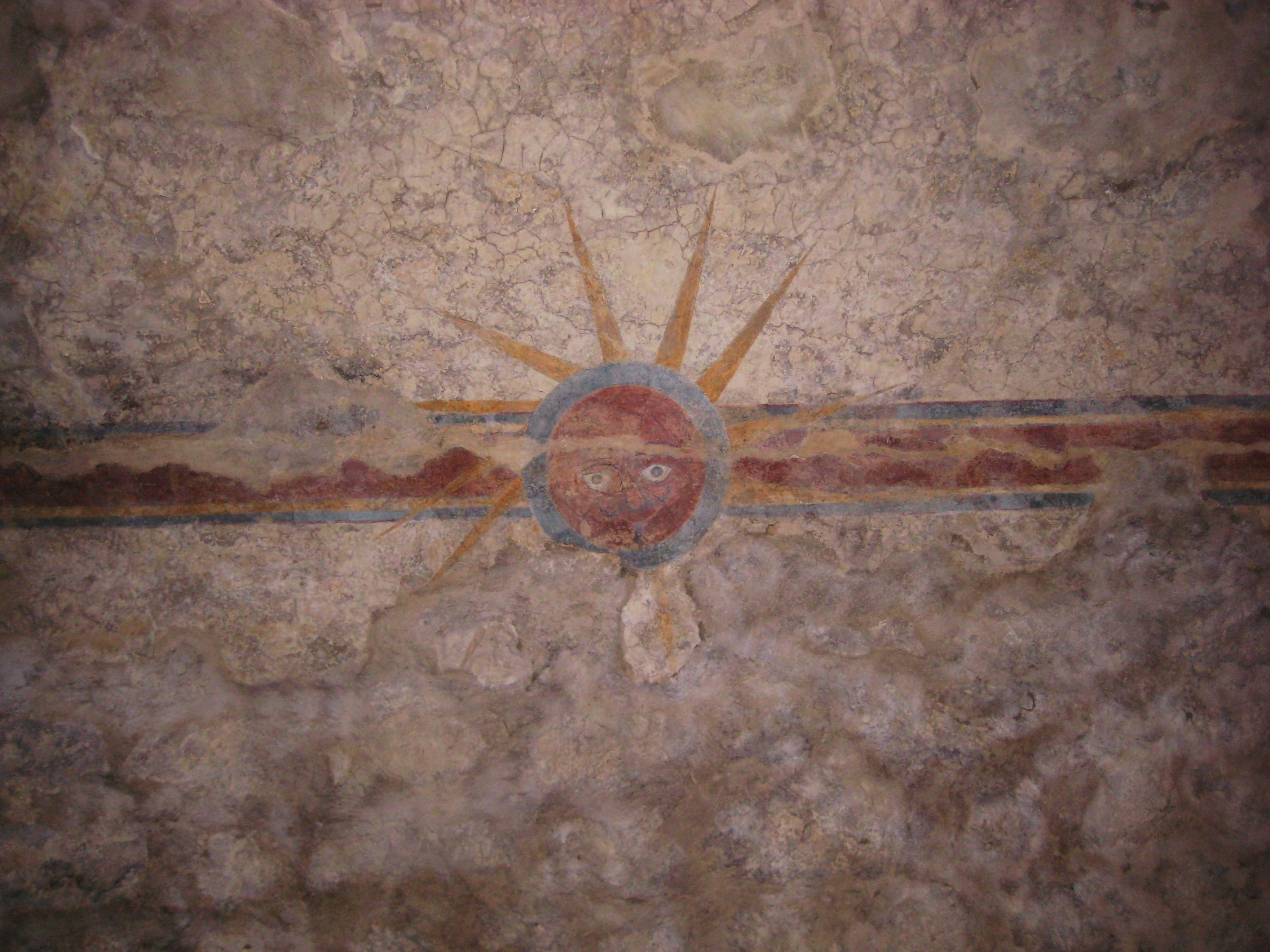
Fresco interior en el techo de la antigua biblioteca del convento.
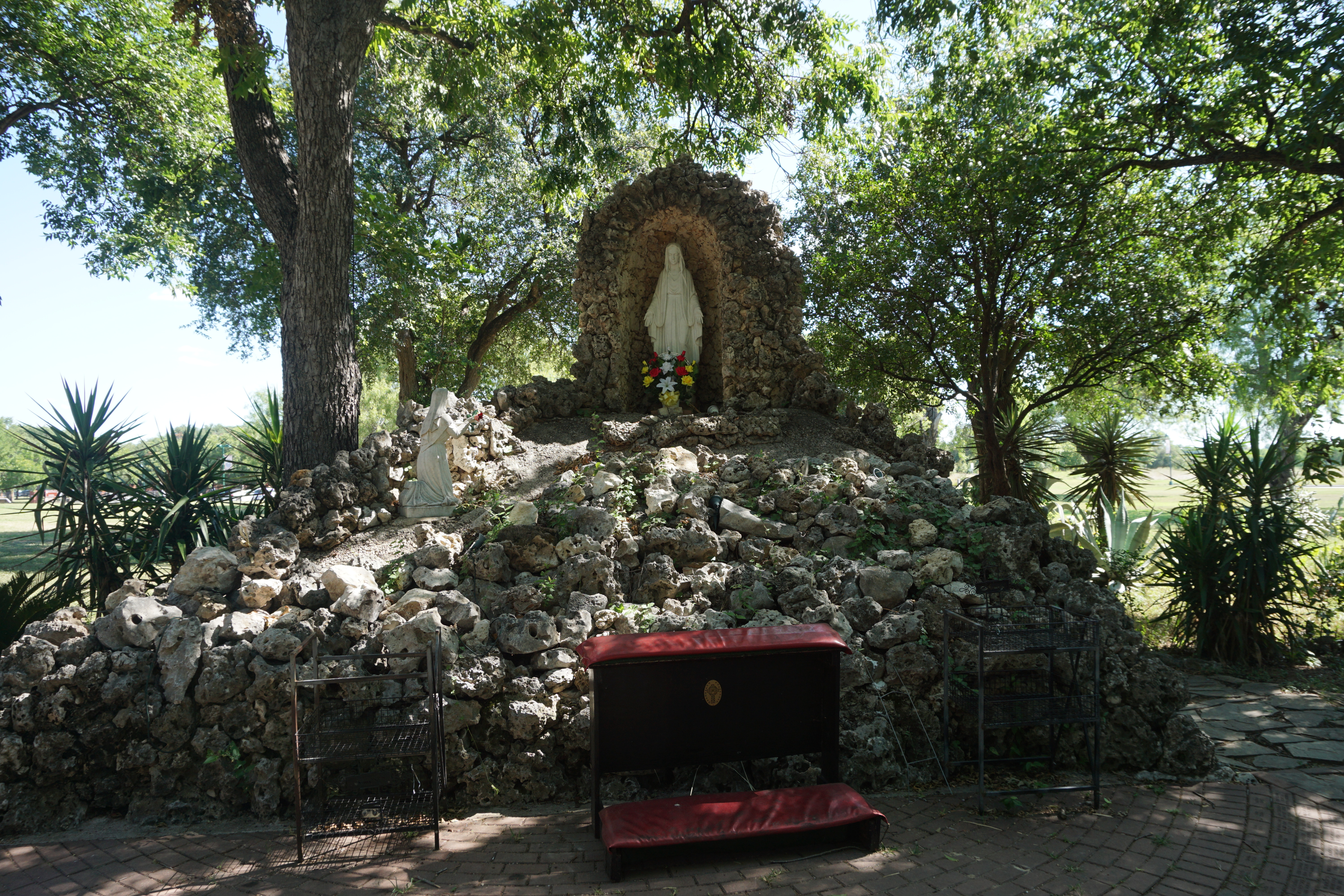
La gruta (2017)